# Útok aktivního střelce
Útok aktivního střelce, v anglických zdrojích též označován jako masová střelba, je incident, ve kterém dojde k útoku s použitím střelných zbraní na větší množství lidí. Např. FBI a americká organizace Congressional Research Service definují masovou střelbu jako střelbu, při které zemře čtyři nebo více lidí, útočníka v to nepočítaje, mohou existovat definice zahrnující čtyři a více raněných, a jiné. Mezi masové střelby se počítají atentáty konkrétní osoby s dalšími oběťmi, zásahy policie,[zdroj⁠?!] teroristické útoky s použitím střelných zbraní i případy, kdy nikdo kromě útočníka střelnou zbraň nemá a střelbu neopětuje. Naopak, nepočítají se mezi ně přestřelky v rámci bitvy dvou konvenčních armád.

## Motivy
Motivem útočníků může být pomsta za konkrétní událost, duševní nemoc, nebo terorismus ve smyslu prosazení politické nebo náboženské ideje prostřednictvím násilí.

## Frekvence střeleb a politické klima

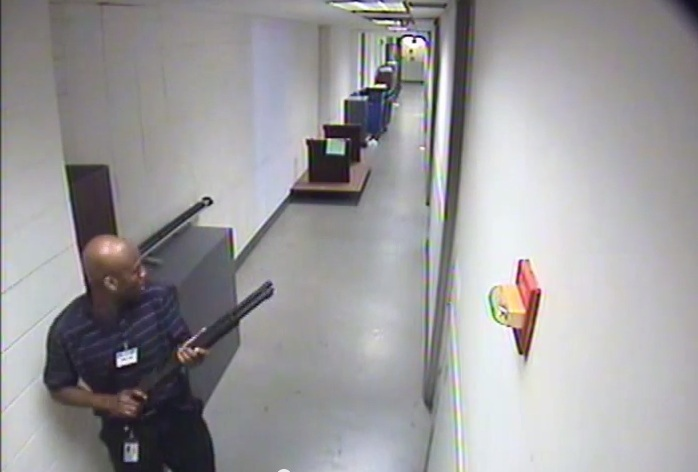
Aaron Alexis zastřelil 12 lidí v Navy Yard ve Washingtonu, D.C.

Frekvence výskytu masových střeleb může změnit politiku vůči držení a získávání střelných zbraní v dané zemi, jako se to již stalo v případě Velké Británie a Austrálie.
Relativně ke své lidnatosti má pravděpodobně nejmenší četnost masových střeleb Japonsko, které hlásí dvě (ne nezbytně masové) střelby ročně.
Poměrně vysoká četnost masových střeleb je ve Spojených státech amerických. V roce 2023 tam bylo zaznamenáno téměř 40 případů masové střelby s více než 200 oběťmi. O několik let dříve tam ročně docházelo přibližně k 20 případům masové střelby se 4 oběťmi a více. Četnost masových střeleb v USA ale není v celosvětovém měřítku vysoká. V období mezi lety 1998 a 2012 činily USA 4.5 % světové populace a 3 % celosvětově mrtvých na následky masových střeleb, pokud jsou započítány i teroristické útoky a všechny incidenty s více než jedním střelcem.
Často zmiňované mýty o vysokém počtu masových střeleb na školách v USA jsou sporné. V posledních desetiletích docházelo a dochází v průměru k jedné masové střelbě (4 usmrcení a více) ve škole za 2 roky. Školy v USA přitom navštěvuje 70 milionů studentů a zaměstnanců. V průměru zemře v důsledku násilí (tj. i např. bodnutí v konfliktu gangů) na půdě škol v USA v průběhu vyučování kolem 15 osob.
Na území ČR se jednalo o střelbu v motorestu Kadrnožka u Plzně, ukradenou vojenskou zbraní, se 4 mrtvými v roce 1980, o střelbu v Kolíně v roce 1989 (4 oběti, ukradené zbraně ze školy a legální sbírky otce), o sérii vražd 1. až 3. září 2008 (Roman Postl) se 4 mrtvými nelegálně drženou pistolí, o masovou střelbu v hostinci v Petřvaldě v roce 2009 se 4 mrtvými s nelegálně drženou pistolí, o střelbu v Uherském Brodě v roce 2015 s 8 mrtvými s legálně drženou pistolí a revolverem a střelbu v Ostravě v roce 2019 se 7 mrtvými s nelegálně drženou pistolí a v neposlední řadě střelba na Filozofické fakultě Univerzity Karlovy 21. prosince 2023 s 15 mrtvými.